# Furcifer major
Espèce
Synonymes
- Chamaeleo lateralis major Brygoo, 1971
- Furcifer lateralis major (Brygoo, 1971)

Statut de conservation UICN

 LC  : Préoccupation mineure
Furcifer major est une espèce de sauriens de la famille des Chamaeleonidae.

## Répartition
Cette espèce est endémique du Sud-Ouest de Madagascar.

## Taxinomie
Décrite comme sous-espèce, elle a été élevée au rang d'espèce par Florio, Ingram, Rakotondravony, Louis et Raxworthy en 2012.

## Publication originale
- Brygoo, 1971 : Reptiles Sauriens Chamaeleonidae. Genre Chamaeleo. Faune de Madagascar, ORSTOM et CNRS, Paris, vol. 33, p. 1-318.